# Бекман, Альфред Андреевич
Альфред Андреевич Бекман (1896—1991) — советский военный моряк, изобретатель, автор ряда учебных пособий по судовождению, штурманским и навигационным приборам, изобретатель «речного счислителя пути на фарватере», создатель лоцийного описания Онежского озера, Кемского морского прибрежного фарватера.

## Биография
Родился в семье механика Доброфлота Андрея Андреевича Бекмана и Иды Романовны Бекман.
В 1901 г. семья переехала в Царское Село, где А. А. Бекман окончил Императорскую Николаевскую Царскосельскую гимназию (1914), после чего поступил и окончил военно-морские классы гардемаринов в Петрограде.
На учебном судне «Орёл» совершил плавание на Камчатку, в Корею и Японию.
14 апреля 1917 г. приказом командира 2-й бригады линкоров № 65 был назначен на линейный корабль «Гражданин» (бывший «Цесаревич») Балтийского флота вахтенным офицером, участвовал осенью 1917 г. в Моонзундском морском сражении.
1 ноября 1917 г. Бекман был откомандирован в Кронштадт в Минный офицерский класс.
В 1918 г. — старший флаг-секретарь 1-й бригады линкоров, командировался для доставки финской Красной Гвардии инвалюты, хранившейся на «Гражданине» в виде особого фонда.
Был секретарем и переводчиком морской комиссии в Либаве, участвовавшей в работе по заключению Брестского мира.
Участвовал в походе на пароходе «Рига» для эвакуации краснофлотцев.
В июле 1919 г. помощник (заместитель) заведующего делами Высшей военно-морской инспекции.
В 1920 г. был переведен в Москву в Генмор, приказом командующего Морскими Силами Республики № 32 от 19 марта 1920 был включён представителем Генмора в бюро по организации выставки музея Красной Армии и Флота.
С 1921 г. — флаг-офицер у командующего всеми Морскими и Речными силами Республики (Коморси) А. В. Нёмитца, участвовал в боевых действиях на Азовском море против флота Врангеля, после отвоёвывания Крыма занимался переброской сухопутных частей из Крыма на Таманский полуостров.
В начале 1920-х гг. арестовывался на четыре месяца, был освобождён.
С 1922 по 1924 гг. — младший флагман при преемнике Нёмитца Э. С. Панцержанском.
Служил вахтенным начальником.
С 1924 г. — помощник командира эсминца «Незаможник».
С 1925 г. — помощник командира эсминца «Петровский».
В конце 1925 года А. Бекман — флагманский штурман дивизиона подводных лодок.
В мае 1926 г. был арестован органами ОГПУ по подозрению в шпионаже. Сидел на Лубянке, в Бутырской тюрьме.
После осуждения направлен в Соловецкий лагерь особого назначения, занимал должность смотрителя Соловецкого маяка.
С 1927—1932 гг. — комендант аэродрома и заведующий метеостанцией воздухолиний в Медвежьей Горе и Усть-Цильме.
С 1935 г. служил на Беломорканале по вольному найму как девиатор, затем заведующий компасной частью навигационной камеры, начальник навигационного сектора Беломорканала, арестовывался, но был освобождён.
Во время Великой Отечественной войны А. А. Бекман работал в Архангельске, занимаясь корректировкой карт для арктического плавания и приборной оптики.
После войны жил в Медвежьегорске, затем в Петрозаводске. Работал в Беломорско-Онежском пароходстве. Организатор и руководитель навигационной камеры пароходства, признанной лучшей в системе речного флота РСФСР.
В 1956 г. был реабилитирован. С 1961 г. — на пенсии.
При участии слесаря В. Варжунтовича изобрёл принципиально новый прибор в судовождении — «Речной счислитель пути», который определял скорость вращения винта, силу встречного или бокового ветра, высчитывая скорость движения судна и указывая на карте точное местоположение судна на фарватере, при приближении к опасным зонам подавая звуковой сигнал-предупреждение.
Прибор был протестирован на реке Водле в 1969 г., реке Волге в 1970 г., признан как изобретение Госкомитетом Совета Министров СССР по делам изобретений и открытий.
Оставил воспоминания о службе в 1917—1920-х годах.
Похоронен в Петрозаводске на городском кладбище «Бесовец».

## Награды
- Отличник соцсоревнования Министерства речного флота
- «За добросовестный труд в годы Великой Отечественной войны»
- «50 лет Вооруженным Силам СССР»
- Тридцать лет Победы в Великой Отечественной войне 1941—1945 гг.

## Память
- 11 июля 2020 г. Председатель Правительства Российской Федерации Михаил Мишустин издал распоряжение о наименовании залива в акватории Онежского озера к северо-западу от мыса Кочковнаволок (61˚49,0' северной широты и 35˚56,6' восточной долготы) именем Бекмана[3].

## Труды
- Бекман А. Руководство по обращению со штурманскими приборами и уходу за ними". М., 1947
- Бекман А. Пособие судоводителю озерного плавания. Рекомендовано учебно-методическим советом при управлении кадров МРФ в качестве учебника для школ командного состава флота. 2-е издание Речной транспорт 1958 г. 186 с.
- Бекман, А. А. Устройство и эксплуатация штурманских приборов [Текст] : учебное пособие для курсовой сети / А. А. Бекман. — М. : Транспорт, 1970.
- Бекман А. Руководство для плавания буксирных судов в Онежском озере